# رافعة سلطان
رافعة سلطان (بالتركية العثمانية: رافعہ سلطان)‏، (7 فبراير 1842 - 4 يناير 1880) هي أميرة عثمانية ابنة السلطان عبد المجيد الأول (1839 - 1861) وأخت السلطان محمد الخامس (1909 - 1918).

## حياتها
ولد رافعة سلطان في 7 فبراير 1842 في قصر بشيكتاش (Beşiktaş)، والدتها هي كل جمال أفندي، وهي الابنة السابعة لوالدها والمولود الثاني لوالدتها، حيث كان لديها اثنان من الأخوة الأشقاء هما: السلطان محمد الخامس والأميرة فاطمة سلطان.
وبعد وفاة والدتها في 15 ديسمبر 1851، أُوكلت تربيتها هي وأخويها إلى ثروت سزا قادين أفندي الزوجة الأولى لعبد المجيد الأول.
في عام 1854 في عامها الإثني عشر، خُطبت إلى محمود أدهم باشا بن محمد علي باشا، وكان محمد علي باشا نفسه قد تزوج من عمتها عديلة سلطان، وتم الزواج بعد 3 أعوام في 21 يوليو عام 1857 في قصر توبكابي.

## وفاتها
توفيت رافعة سلطان في السابعة الثلاثين من عمرها في 4 يناير عام 1880، بعد صراع طويل مع المرض وعدة عمليا،.ودفنت في مقبرة السيدات الخاصة بالعثمانيين في يني جامع بإسطنبول.